# كالاماندرانا
كالاماندرانا (بالإيطالية: Calamandrana)‏ هي بلدة وبلدية في مقاطعة أستي في إقليم بييمونتي في جنوب إيطاليا.

## السكان
في سنة 1861 بلغ عدد السكان 1٬802 نسمة، وتطور العدد ليصل في سنة 2011 لـ 1٬784 نسمة.
يظهر هذا المخطط البياني تطور النمو السكاني لـ كالاماندرانا